# ميس قوقازي
ميس قوقازي (الاسم العلمي: Celtis caucasica) هو نوع نباتي يتبع جنس الميس من فصيلة القنبية.